# Téthieu
Téthieu là một xã thuộc tỉnh Landes trong vùng Nouvelle-Aquitaine. Xã này có diện tích 11,03 km², dân số năm 2006 là 617 người. Xã này nằm ở khu vực có độ cao trung bình mét trên mực nước biển.

## Biến động dân số
| Năm | 1962 | 1968 | 1975 | 1982 | 1990 | 1999 | 2006 |
| --- | ---- | ---- | ---- | ---- | ---- | ---- | ---- |
| Dân số | 486  | 488  | 466  | 486  | 485  | 494  | 617  |
| From the year 1962 on: No double counting—residents of multiple communes (e.g. students and military personnel) are counted only once. |      |      |      |      |      |      |      |